# 库特里济和菲西尼
库特里济和菲西尼（法語：Courtrizy-et-Fussigny）是法国皮卡第大区埃纳省的一个市镇，属于拉昂区锡索讷县。该市镇2009年时的人口为66人。

## 人口
库特里济和菲西尼人口变化图示
| 数据来源：INSEE |